# Brittiska Palestinamandatets herrlandslag i fotboll
Brittiska Palestinamandatets herrlandslag i fotboll (Hebreiska: נבחרת ארץ ישראל בכדורגל, Nivheret Eretz Yisrael Bekhadurgel, även kallat התאחדות ארץ ישראלית למשחק כדור-רגל, Hitachduth Eretz Yisraelit Lekhadur Regel) representerade Brittiska Palestinamandatet i internationella matcher i fotboll.
Fotboll introducerades i Palestina av brittiska militärer under dess ockupation av territoriet under Första världskriget. Landslaget bestod till större delen av judar från olika delar av Europa, med britter som största majoritet.
Fotbollsförbundet Eretz Israel Football Association grundades i augusti 1928, och blev året därefter medlem i Fifa, den 6 juni 1929. Många fotbollsspelare emigrerade till områden på grund av den rådande antisemitismen i Europa.
Landslaget spelade totalt fem internationella matcher, varav två vid kvalspelet till världsmästerskapet i fotboll 1934, samt två i kvalspelet 1938. Staten Israel utropades 14 maj 1948 efter icke-bindande FN-beslut genom en uppdelning av det Brittiska mandatet Palestina mellan judiska och arabstyrda områden. Landslaget spelade därefter (från 1948) som Israels herrlandslag i fotboll.